# Anisentomon chinense
Anisentomon chinense är en urinsektsart som först beskrevs av Yin 1965.  Anisentomon chinense ingår i släktet Anisentomon och familjen trakétrevfotingar. Inga underarter finns listade i Catalogue of Life.